# Душан П. Берић
Душан П. Берић (Задар, 10. фебруар 1920 — Сплит, 19. април 1966.) био је српски и југословенски истраживач и песник, који се као богослов, историчар и библиотекар бавио проучавањем политичке и културне прошлости српског народа у Даламацији и суседним областима, са посебним тежиштем на темама из области књижевне и црквене историје. Био је управник Народне библиотеке у Задру (1945-1947) и библиотекар Педагошке академије у Сплиту (након 1952. године).

## Биографија
Рођен је 10. фебруара 1920. године у Задру, далматинском граду који се у то време налазио у саставу Краљевине Италије. Потицао је из свештеничке породице, тако да се по завршетку ниже гимназије у Сплиту уписао у Цетињску богословију, а потом је прешао у Сарајевску богословију, коју је завршио 1940. године. Планирани наставак школовања на Богословском факултету у Београду осујетило је избијање Другог светског рата (1941). Био је учесник народноослободилачке борбе (1944-1945). По окончању рата, накратко је радио као наставник у гимназијама у Сплиту и Вргорцу, а потом је постао управник Народне библиотеке у Задру (1945-1947). Потом је уписао Вишу педагошку школу у Сплиту (потоња Педагошка академија), где је 1953. године дипломирао на групи за историју и географију. У међувремену је постао библиотекар у тој установи (1952). Бавио се проучавањем културне историје српског народа, са тежиштем на књижевно-историјским и црквено-историјским темама, а такође је обрађивао и разнородне теме из културне прошлости Далмације, Дубровника и Боке которске. Његову истраживачку активност прекинула је прерана смрт у 46. години, а преминуо је 19. априла 1966. године у Сплиту.
Његово недовршено дело о светом Василију Острошком касније је дорадио и прерадио Димитрије Калезић, чиме је настало проширено дело које је објављено 1987. године под видом заједничког издања.

## Важнији радови
- Berić, Dušan P. (1950). „Tragom jednog domaćeg ikonopisca”. Vjesnik za arheologiju i historiju dalmatinsku. 52 (1935-1949): 182—187.
- Berić, Dušan P. (1950). „Nov doprinos o Dositeju Obradoviću iz Dalmacije”. Vjesnik za arheologiju i historiju dalmatinsku. 52 (1935-1949): 234—238.
- Берић, Душан П. (1951). „Једна књижевна крађа из XVII вијека”. Историски часопис. 2 (1949-1950): 127—134.
- Berić, Dušan P. (1956). Iz književne prošlosti Dalmacije. Split: Matica hrvatska.
- Берић, Душан П. (1957). „Света Гора и Дубровник”. Прилози за књижевност, jезик, историjу и фолклор. 23 (1-2): 82—91.
- Berić, Dušan P. (1957). „Neke »Likarice« pisane ćirilicom na Braču u XVII. vijeku”. Brački zbornik. 3: 199—207.
- Berić, Dušan P. (1958). Arhivi otoka Visa. Split: Arhiv grada Splita.
- Berić, Dušan P.; Duboković-Nadalini, Niko; Nikolanci, Mladen (1958). Popis spomenika otoka Hvara. Split: Historijski arhiv Hvar.
- Берић, Душан П. (1959). „Да ли је одржан сабор у манастиру Морачи 1648 године” (PDF). Историски записи. 12 (15): 563—571. Архивирано из оригинала 04. 09. 2022. г. Приступљено 23. 04. 2025.
- Berić, Dušan P. (1959). „Crkva sv. Ilije u Zadru”. Prilozi povijesti umjetnosti u Dalmaciji. 11: 136—163. Архивирано из оригинала 14. 09. 2024. г. Приступљено 23. 04. 2025.
- Берић, Душан П. (1960). „Покушај забране Вуковог Новог завјета у Задру 1847. године”. Ковчежић: Прилози и грађа о Доситеју и Вуку. 3. Београд: Рад; Вуков и Доситејев музеј. стр. 114—118.
- Берић, Душан П. (1961). „Извештај Вуковом и Доситејевом музеју о раду на проучавању далматинског архивског материјала у вези са Доситејем Обрадовићем”. Ковчежић: Прилози и грађа о Доситеју и Вуку. 4. Београд: Рад; Вуков и Доситејев музеј. стр. 164—170.
- Берић, Душан П. (1962). „Записи попа Силвестра из Ислама средином XVIII вијека”. Прилози за књижевност, jезик, историjу и фолклор. 28 (3-4): 159—166.
- Берић, Душан П. (1963). „Два Доситејева познаника из Далмације”. Ковчежић: Прилози и грађа о Доситеју и Вуку. 5. Београд: Рад; Вуков и Доситејев музеј. стр. 133—146.
- Калезић, Димитрије М.; Берић, Душан П. (1987). Свети Василије Острошки (Јовановић) у своме времену. Шибеник-Никшић: Епархија далматинска; Манастир Острог.